# Phemonopsis grossepunctatus
Phemonopsis grossepunctatus är en skalbaggsart som beskrevs av Stefan von Breuning 1980. Phemonopsis grossepunctatus ingår i släktet Phemonopsis och familjen långhorningar. Inga underarter finns listade i Catalogue of Life.